# Сукачів Василь Миколайович
Сукачів Василь Миколайович (рос. Василий Николаевич Сукачев; нар.1868 р. —?) — православний священник, протоієрей, капелан Армії УНР.

## Життєпис
Народився в с. Лиман Ізюмського повіту Харківської губернії Російської імперії.
Завершив навчання в духовній семінарії РПЦ МП.
Отримав хіротонію 17 січня 1892 р.

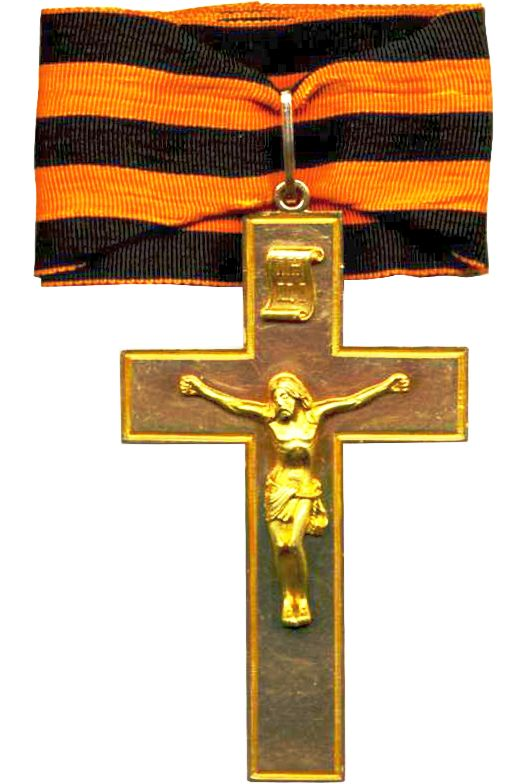
Золотий наперсний хрест на Георгіївській стрічці (1787-1917 рр.)

Від 1903 р. служив священником у Кубанській пластунській бригаді 1-го Кавказького армійського корпусу Російської імператорської армії.
У Першу світову війну служив полковим священником 123-го піхотного Козловського полку та благочинним 31-ї піхотної дивізії.
Мав нагороду Золотий наперсний хрест на Георгіївській стрічці з Кабінету Його Імператорської Величності (найвища нагорода для капеланів Російської імперії), палицю та всі ордени ордену Святого Володимира до 3-го ступеня з мечами включно.
У 1918 р. — капелан 55-го (пізніше 42-го) пішого Валкського полку та благочинний 14-ї пішої дивізії Армії Української Держави. Потім був призначений на полкового священника 51-го пішого дієвого полку імені Северина Наливайка та благочинним 17-ї пішої дієвої дивізії Дієвої армії УНР.
Від травня 1919 р. служив капеланом 3-го пішого Подільського полку ДАУНР, від 21 липня 1919 р. — капелан Волинської групи ДАУНР, від кінця 1919 р. — капелан Збірної (згодом 2-ї) Волинської дивізії АУНР.
З 6 грудня 1919 р. був учасником 1-го Зимового походу.
Наказ Головної команди військ УНР № 32 від 5 жовтня 1920 р.:

На підставі висновків реєстраційної комісії на дійсну українську військову службу по військово-духовній офіції зараховуються: до складу штабу 4-ї Київської дивізії-протоієрей Микола Мариніч, до складу штабу 2-ї Волинської дивізії — протоієрей Василь Сукачів, до складу штабу 4-ї Київської запасної бригади — протоієрей Анатолій Волкович, до складу штабу Окремої кінної дивізії — протоієрей Михайло Овертович

29 липня 1920 р. у м. Ямполі мав подяку від Головного Отамана С. Петлюри та військового міністра В. Сальського. 12 липня 1921 р. Павло Пащевський подав лист міністрові І. Огієнку про нагородження о. В. Сукачіва, о. М. Маринича та інших відзнакою лицарів Залізного Хреста.
Звертався до міністра І. Огієнка 12 липня 1921 р. у справі використання для таборових церков Армії УНР похідних церков залишених по церквах після розвалу Російської імперії.
Потрапив до Польщі разом з інтернованими військовиками Армії УНР.
9 січня 1922 р. був на 2-му з'їзді військового духовенства у м. Каліші, де затвердили текст Статуту Братства та моральний кодекс, були представлені українські національні ризи для капеланів.

## Родина
Був одруженим та мав 4 дітей.